# Fremont Motors Corporation
Fremont Motors Corporation war ein US-amerikanischer Hersteller von Automobilen.

## Unternehmensgeschichte
Das Unternehmen wurde im September 1919 in Fremont in Ohio gegründet. Verkaufsmanager war Fred M. Guy, der Erfahrungen bei der Hackett Motor Car Company gesammelt hatte sowie einen Motor für die Apex Motor Corporation entworfen hatte. C. W. Whitmore, der vorher für Packard tätig war, hielt Anteile. Sie erwarben die Fabrik der Taylor Motor Truck Company. Bereits nach 60 Tagen sollte die Produktion anlaufen, die hauptsächlich für den Export bestimmt war. Im April 1920 wurde die Produktion erneut angekündigt. Zu der Zeit war R. T. Walsh Präsident, der vorher als Werbemanager für die King Motor Car Company tätig war. Die Produktion begann 1920 und umfasste auch Nutzfahrzeuge. Der Markenname lautete Fremont. Im Sommer 1922 wurde die All American Truck Company übernommen. Im gleichen Jahr endete die Produktion. Insgesamt entstanden nur wenige Fahrzeuge. Im November 1924 folgte die Insolvenz.

## Personenkraftwagen
Im Angebot stand nur das Model R-6. Es hatte einen Sechszylindermotor von der Falls Motor Corporation mit 3205 cm³ Hubraum und 37 PS Leistung. Das Fahrgestell hatte 295 cm Radstand. Der Aufbau war ein Tourenwagen mit fünf Sitzen. Der Neupreis betrug anfangs 1685 US-Dollar und wurde 1922 auf 1450 Dollar gesenkt.